# ضربة مرمى

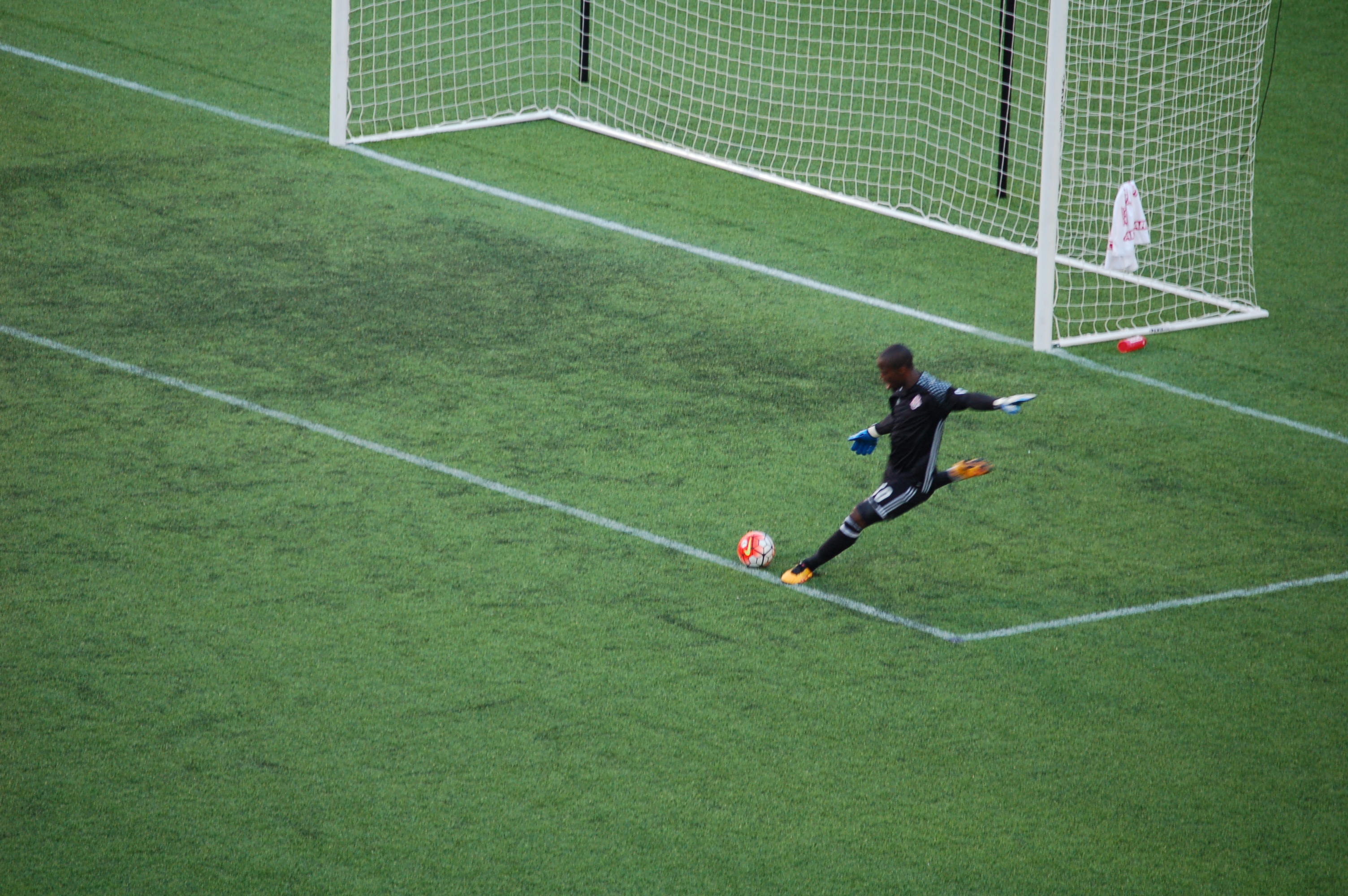
اللاعب كويلان روبرتس يسدد ركلة المرمى خلال مباراة بين كنتاكي و تورنتو.

ضربة مرمى هي قانون عدد 16 في قوانين كرة القدم حسب الفيفا و يمنحها الحكم للفريق المدافع عندما تخرج الكرة من الملعب متجاوزة خط المرمى، ويكون أحد أفراد الفريق المهاجم آخر من لمسها قبل خروجها. وتُنفذ الضربة من داخل منطقة المرمى في الجانب الأقرب لناحية خروج الكرة من الملعب. ولايجوز وجود أي لاعب من الفريق الخصم داخل منطقة الجزاء عند تنفيذ ضربة المرمى.